# NGC 6150B
NGC 6150B (другие обозначения — MCG 7-34-27, IRAS16240+4035, PGC 58100) — линзообразная галактика (S0) в созвездии Геркулес.
Этот объект не входит в число перечисленных в оригинальной редакции «Нового общего каталога» и был добавлен позднее.